# امیل گرومیو
امیل گرومیو (انگلیسی: Émile Grumiaux; ۱۱ ژوئن ۱۸۶۱ – ۱۸ مهٔ ۱۹۳۲) کماندار اهل فرانسه بود.